# Liste der Baudenkmale in Linden-Nord
Die Liste der Baudenkmale in Linden-Nord enthält die Baudenkmale des hannoverschen Stadtteils Linden-Nord. Die Quelle der Baudenkmale ist der Denkmalatlas Niedersachsen.

## Linden-Nord

### Gruppe: Wohnhäuser Pfarrlandplatz 1–10
Die Gruppe „Wohnhäuser Pfarrlandplatz 1 - 10“ hat die ID 30592938.

| Lage                                          | Bezeichnung             | Beschreibung | ID       | Bild           |
| --------------------------------------------- | ----------------------- | ------------ | -------- | -------------- |
| Pfarrlandplatz 1 52° 22′ 30″ N, 9° 42′ 30″ O  | Wohn- und Geschäftshaus |              | 30785368 | Weitere Bilder |
| Pfarrlandplatz 2 52° 22′ 30″ N, 9° 42′ 29″ O  | Wohnhaus                |              | 30785388 |                |
| Pfarrlandplatz 3 52° 22′ 31″ N, 9° 42′ 28″ O  | Wohnhaus                |              | 30785408 |                |
| Pfarrlandplatz 4 52° 22′ 31″ N, 9° 42′ 27″ O  | Wohnhaus                |              | 30785428 |                |
| Pfarrlandplatz 5 52° 22′ 31″ N, 9° 42′ 27″ O  | Wohnhaus                |              | 30785448 |                |
| Pfarrlandplatz 6 52° 22′ 31″ N, 9° 42′ 26″ O  | Wohnhaus                |              | 30785468 |                |
| Pfarrlandplatz 7 52° 22′ 33″ N, 9° 42′ 28″ O  | Wohnhaus                |              | 30785488 |                |
| Pfarrlandplatz 8 52° 22′ 33″ N, 9° 42′ 29″ O  | Wohnhaus                |              | 30785508 |                |
| Pfarrlandplatz 9 52° 22′ 33″ N, 9° 42′ 30″ O  | Wohnhaus                |              | 30785528 |                |
| Pfarrlandplatz 10 52° 22′ 32″ N, 9° 42′ 31″ O | Wohnhaus                |              | 30785548 |                |

### Gruppe: Wohn-/Geschäftshäuser Ahlemer Straße/Velberstraße
Die Gruppe „Wohn-/Geschäftshäuser Ahlemer Straße/Velberstraße“ hat die ID 30592815.

| Lage                                                           | Bezeichnung                                       | Beschreibung                                   | ID       | Bild |
| -------------------------------------------------------------- | ------------------------------------------------- | ---------------------------------------------- | -------- | ---- |
| Ahlemer Straße 5 52° 22′ 22″ N, 9° 42′ 24″ O                   | Wohn- und Geschäftshaus                           |                                                | 30782572 |      |
| Ahlemer Straße 6 52° 22′ 21″ N, 9° 42′ 24″ O                   | Wohnhaus                                          |                                                | 30782595 |      |
| Ahlemer Straße 7 52° 22′ 21″ N, 9° 42′ 25″ O                   | Wohn- und Geschäftshaus                           |                                                | 30782616 |      |
| Ahlemer Straße 8 52° 22′ 20″ N, 9° 42′ 25″ O                   | Wohnhaus                                          |                                                | 30782637 |      |
| Ahlemer Straße 9 52° 22′ 21″ N, 9° 42′ 25″ O                   | Wohn- und Geschäftshaus                           |                                                | 30782658 |      |
| Velberstraße 1, 3, 5, 7, 9, 11, 13 52° 22′ 24″ N, 9° 42′ 25″ O | Wohn-/Geschäftshäuser Ahlemer Straße/Velberstraße | In Verbindung mit Ahlemer Straße 5, 6, 7, 8, 9 | 30592815 |      |

### Gruppe: Wohnhäuser Bennostraße
Die Gruppe „Wohnhäuser Bennostraße“ umfasst 15 Gebäude im Block Bennostraße, Hennigesstraße, Velvetstraße und Wilhelm-Bluhm-Straße. Sie hat im Denkmalatlas die ID 30592825.

| Lage                                                  | Bezeichnung | Beschreibung | ID       | Bild           |
| ----------------------------------------------------- | ----------- | --- | -------- | -------------- |
| Bennostraße 8, 10, 12, 14 52° 22′ 36″ N, 9° 42′ 22″ O |             | In Verbindung mit Hennigesstraße 4, 6, 8, 10, Velvetstraße 2, 4, 8 und Wilhelm-Bluhm-Straße 31, 33, 35, 37                         | 30592825 |                |
| Hennigesstraße 4 52° 22′ 34″ N, 9° 42′ 24″ O          | Wohnhaus    | In Verbindung mit Hennigesstraße 6, 8, 10, Bennostraße 8, 10, 12, 14, Velvetstraße 2, 4, 8 und Wilhelm-Bluhm-Straße 31, 33, 35, 37 | 30782910 |                |
| Hennigesstraße 6 52° 22′ 34″ N, 9° 42′ 24″ O          | Wohnhaus    | In Verbindung mit Hennigesstraße 4, 8, 10, Bennostraße 8, 10, 12, 14, Velvetstraße 2, 4, 8 und Wilhelm-Bluhm-Straße 31, 33, 35, 37 | 30782931 |                |
| Hennigesstraße 8 52° 22′ 34″ N, 9° 42′ 23″ O          | Wohnhaus    | In Verbindung mit Hennigesstraße 4, 6, 10, Bennostraße 8, 10, 12, 14, Velvetstraße 2, 4, 8 und Wilhelm-Bluhm-Straße 31, 33, 35, 37 | 30782951 |                |
| Hennigesstraße 10 52° 22′ 35″ N, 9° 42′ 22″ O         | Wohnhaus    | In Verbindung mit Hennigesstraße 4, 6, 8, Bennostraße 8, 10, 12, 14, Velvetstraße 2, 4, 8 und Wilhelm-Bluhm-Straße 31, 33, 35, 37  | 30782971 |                |
| Velvetstraße 2 52° 22′ 36″ N, 9° 42′ 26″ O            | Wohnhaus    | In Verbindung mit Velvetstraße 4, 8, Bennostraße 8, 10, 12, 14, Hennigesstraße 4, 6, 8, 10 und Wilhelm-Bluhm-Straße 31, 33, 35, 37 | 30782991 |                |
| Velvetstraße 4 52° 22′ 35″ N, 9° 42′ 25″ O            | Wohnhaus    | In Verbindung mit Velvetstraße 2, 8, Bennostraße 8, 10, 12, 14, Hennigesstraße 4, 6, 8, 10 und Wilhelm-Bluhm-Straße 31, 33, 35, 37 | 30783011 |                |
| Velvetstraße 8 52° 22′ 34″ N, 9° 42′ 25″ O            | Wohnhaus    | In Verbindung mit Velvetstraße 2, 4, Bennostraße 8, 10, 12, 14, Hennigesstraße 4, 6, 8, 10 und Wilhelm-Bluhm-Straße 31, 33, 35, 37 | 30783031 |                |
| Wilhelm-Bluhm-Straße 31 52° 22′ 36″ N, 9° 42′ 25″ O   | Wohnhaus    | In Verbindung mit Wilhelm-Bluhm-Straße 33, 35, 37, Bennostraße 8, 10, 12, 14, Hennigesstraße 4, 6, 8, 10, Velvetstraße 2, 4, 8.    | 30783051 | Weitere Bilder |
| Wilhelm-Bluhm-Straße 33 52° 22′ 36″ N, 9° 42′ 24″ O   | Wohnhaus    | In Verbindung mit Wilhelm-Bluhm-Straße 31, 35, 37, Bennostraße 8, 10, 12, 14, Hennigesstraße 4, 6, 8, 10, Velvetstraße 2, 4, 8.    | 30783071 | Weitere Bilder |
| Wilhelm-Bluhm-Straße 35 52° 22′ 36″ N, 9° 42′ 24″ O   | Wohnhaus    | In Verbindung mit Wilhelm-Bluhm-Straße 31, 33, 37, Bennostraße 8, 10, 12, 14, Hennigesstraße 4, 6, 8, 10, Velvetstraße 2, 4, 8.    | 30783091 | Weitere Bilder |
| Wilhelm-Bluhm-Straße 37 52° 22′ 37″ N, 9° 42′ 23″ O   | Wohnhaus    | In Verbindung mit Wilhelm-Bluhm-Straße 31, 33, 35, Bennostraße 8, 10, 12, 14, Hennigesstraße 4, 6, 8, 10, Velvetstraße 2, 4, 8.    | 30783111 | Weitere Bilder |

### Sonstiges
| Lage | Bezeichnung                            | Beschreibung | ID | Bild           |
| --- | -------------------------------------- | --- | -- | -------------- |
| Fröbelstraße 5 52° 22′ 25″ N, 9° 42′ 14″ O | Albert-Schweitzer-Schule               | Erbaut 1897 vom Architekten Georg Fröhlich, soll ab Sommer 2012 in Eigentumswohnungen umgewandelt werden. |    |                |
| Berdingstraße 1 52° 22′ 36″ N, 9° 42′ 35″ O | Wohnhaus                               | In Verbindung mit Berdingstraße 3, 5, 7, Brackebuschstraße 1, 2, 3, 4, 5, Leinaustraße 17, 19, 21, 23, Wilhelm-Blum-Straße 20, 22, 24, 26 |    |                |
| Berdingstraße 3 52° 22′ 37″ N, 9° 42′ 34″ O | Wohnhaus                               | In Verbindung mit Berdingstraße 1, 5, 7, Brackebuschstraße 1, 2, 3, 4, 5, Leinaustraße 17, 19, 21, 23, Wilhelm-Blum-Straße 20, 22, 24, 26 |    |                |
| Berdingstraße 5 52° 22′ 37″ N, 9° 42′ 33″ O | Wohnhaus                               | In Verbindung mit Berdingstraße 1, 3, 7, Brackebuschstraße 1, 2, 3, 4, 5, Leinaustraße 17, 19, 21, 23, Wilhelm-Blum-Straße 20, 22, 24, 26 |    |                |
| Berdingstraße 7 52° 22′ 37″ N, 9° 42′ 32″ O | Wohnhaus                               | In Verbindung mit Berdingstraße 1, 3, 5, Brackebuschstraße 1, 2, 3, 4, 5, Leinaustraße 17, 19, 21, 23, Wilhelm-Blum-Straße 20, 22, 24, 26 |    |                |
| Brackebuschstraße 1, 2, 3, 4, 5 52° 22′ 36″ N, 9° 42′ 31″ O                                                                                        |                                        | In Verbindung mit Berdingstraße 1, 3, 5, 7, Leinaustraße 17, 19, 21, 23, Wilhelm-Blum-Straße 20, 22, 24, 26 |    |                |
| Leinaustraße 17 52° 22′ 35″ N, 9° 42′ 34″ O | Wohnhaus                               | In Verbindung mit Leinaustraße 19, 21, 23, Berdingstraße 1, 3, 5, 7, Brackebuschstraße 1, 2, 3, 4, 5, Wilhelm-Blum-Straße 20, 22, 24, 26 |    |                |
| Leinaustraße 19 52° 22′ 35″ N, 9° 42′ 34″ O | Wohnhaus                               | In Verbindung mit Leinaustraße 17, 21, 23, Berdingstraße 1, 3, 5, 7, Brackebuschstraße 1, 2, 3, 4, 5, Wilhelm-Blum-Straße 20, 22, 24, 26 |    |                |
| Leinaustraße 21 52° 22′ 36″ N, 9° 42′ 35″ O | Wohnhaus                               | In Verbindung mit Leinaustraße 17, 19, 23, Berdingstraße 1, 3, 5, 7, Brackebuschstraße 1, 2, 3, 4, 5, Wilhelm-Blum-Straße 20, 22, 24, 26 |    |                |
| Leinaustraße 23 52° 22′ 36″ N, 9° 42′ 35″ O | Wohnhaus                               | In Verbindung mit Leinaustraße 17, 19, 21, Berdingstraße 1, 3, 5, 7, Brackebuschstraße 1, 2, 3, 4, 5, Wilhelm-Blum-Straße 20, 22, 24, 26 |    |                |
| Wilhelm-Blum-Straße 20 52° 22′ 34″ N, 9° 42′ 33″ O                                                                                                 | Wohnhaus                               | In Verbindung mit Wilhelm-Blum-Straße 22, 24, 26, Berdingstraße 1, 3, 5, 7, Brackebuschstraße 1, 2, 3, 4, 5, Leinaustraße 17, 19, 21, 23 |    |                |
| Wilhelm-Blum-Straße 22 52° 22′ 34″ N, 9° 42′ 32″ O                                                                                                 | Wohnhaus                               | In Verbindung mit Wilhelm-Blum-Straße 20, 24, 26, Berdingstraße 1, 3, 5, 7, Brackebuschstraße 1, 2, 3, 4, 5, Leinaustraße 17, 19, 21, 23 |    |                |
| Wilhelm-Blum-Straße 24 52° 22′ 35″ N, 9° 42′ 31″ O                                                                                                 | Wohnhaus                               | In Verbindung mit Wilhelm-Blum-Straße 20, 22, 26, Berdingstraße 1, 3, 5, 7, Brackebuschstraße 1, 2, 3, 4, 5, Leinaustraße 17, 19, 21, 23 |    |                |
| Wilhelm-Blum-Straße 26 52° 22′ 35″ N, 9° 42′ 30″ O                                                                                                 | Wohnhaus                               | In Verbindung mit Wilhelm-Blum-Straße 26, Berdingstraße 1, 3, 5, 7, Brackebuschstraße 1, 2, 3, 4, 5, Leinaustraße 17, 19, 21, 23 |    |                |
| Bethlehemplatz 1 und 1a 52° 22′ 21″ N, 9° 42′ 7″ O                                                                                                 | Bethlehemkirche und Pfarrhaus          | Erbaut 1902 bis 1906 nach einem Entwurf von Karl Mohrmann. |    |                |
| Bethlehemplatz 2, 3, 4, 5, 6, 7, 8 52° 22′ 23″ N, 9° 42′ 10″ O                                                                                     |                                        | [ 1 ] |    |                |
| Bethlehemstraße 1, 2, 3, 4, 5, 6, 7, 8, 9, 10, 11, 12, 13, 14, 15, 16, 17, 18, 19, 20, 21 52° 22′ 21″ N, 9° 42′ 15″ O                              |                                        | In Verbindung mit Kötnerholzweg 25, 27 |    |                |
| Kötnerholzweg 25 52° 22′ 20″ N, 9° 42′ 20″ O | Wohn- und Geschäftshaus                | In Verbindung mit Bethlehemstraße 1, 2, 3, 4, 5, 6, 7, 8, 9, 10, 11, 12, 13, 14, 15, 16, 17, 18, 19, 20, 21 und Kötnerholzweg 27 |    |                |
| Kötnerholzweg 27 52° 22′ 21″ N, 9° 42′ 20″ O | Hotel                                  | In Verbindung mit Bethlehemstraße 1, 2, 3, 4, 5, 6, 7, 8, 9, 10, 11, 12, 13, 14, 15, 16, 17, 18, 19, 20, 21 und Kötnerholzweg 25 |    |                |
| Elisenstraße 2 52° 22′ 22″ N, 9° 42′ 45″ O |                                        | In Verbindung mit Elisenstraße 4, 6, Kochstraße 4, 5, 6, 7, 8, 9 (Hintergebäude), 10 (Hintergebäude), 11, 11a, 11b, 12, 13, 14, 15, 16, 17, 18 (mit Hintergebäuden) und Ottenstraße 1, 3.                                                                    |    |                |
| Elisenstraße 4 52° 22′ 23″ N, 9° 42′ 42″ O |                                        | In Verbindung mit Elisenstraße 2, 6, Kochstraße 4, 5, 6, 7, 8, 9 (Hintergebäude), 10 (Hintergebäude), 11, 11a, 11b, 12, 13, 14, 15, 16, 17, 18 (mit Hintergebäuden) und Ottenstraße 1, 3.                                                                    |    |                |
| Elisenstraße 6 52° 22′ 23″ N, 9° 42′ 41″ O |                                        | In Verbindung mit Elisenstraße 2, 4, Kochstraße 4, 5, 6, 7, 8, 9 (Hintergebäude), 10 (Hintergebäude), 11, 11a, 11b, 12, 13, 14, 15, 16, 17, 18 (mit Hintergebäuden) und Ottenstraße 1, 3.                                                                    |    |                |
| Kochstraße 4, 5, 6, 7, 8, 9 (Hintergebäude), 10 (Hintergebäude), 11, 11a, 11b, 12, 13, 15, 17, 18 (mit Hintergebäuden) 52° 22′ 25″ N, 9° 42′ 46″ O |                                        | In Verbindung mit Elisenstraße 2, 4, 6, Kochstraße 14, 16 und Ottenstraße 1, 3. |    |                |
| Kochstraße 14 52° 22′ 25″ N, 9° 42′ 44″ O | Mehrfamilienwohnhaus                   | In Verbindung mit Elisenstraße 2, 4, 6, Kochstraße 4, 5, 6, 7, 8, 9 (Hintergebäude), 10 (Hintergebäude), 11, 11a, 11b, 12, 13, 15, 16, 17, 18 (mit Hintergebäuden) und Ottenstraße 1, 3.                                                                     |    |                |
| Kochstraße 16 52° 22′ 24″ N, 9° 42′ 43″ O | Mehrfamilienwohnhaus mit Hintergebäude | In Verbindung mit Elisenstraße 2, 4, 6, Kochstraße 4, 5, 6, 7, 8, 9 (Hintergebäude), 10 (Hintergebäude), 11, 11a, 11b, 12, 13, 14, 15, 17, 18 (mit Hintergebäuden) und Ottenstraße 1, 3.                                                                     |    |                |
| Ottenstraße 1 52° 22′ 26″ N, 9° 42′ 45″ O |                                        | In Verbindung mit Ottenstraße 3, Elisenstraße 2, 4, 6 und Kochstraße 4, 5, 6, 7, 8, 9 (Hintergebäude), 10 (Hintergebäude), 11, 11a, 11b, 12, 13, 14, 15, 16, 17, 18 (mit Hintergebäuden).                                                                    |    |                |
| Ottenstraße 3 52° 22′ 26″ N, 9° 42′ 44″ O |                                        | In Verbindung mit Ottenstraße 1, Elisenstraße 2, 4, 6 und Kochstraße 4, 5, 6, 7, 8, 9 (Hintergebäude), 10 (Hintergebäude), 11, 11a, 11b, 12, 13, 14, 15, 16, 17, 18 (mit Hintergebäuden).                                                                    |    |                |
| Fortunastraße 1 52° 22′ 20″ N, 9° 42′ 35″ O | Wohnhaus                               | In Verbindung mit Fortunastraße 2. |    |                |
| Fortunastraße 2 52° 22′ 20″ N, 9° 42′ 35″ O | Wohnhaus                               | In Verbindung mit Fortunastraße 1. |    |                |
| Fössestraße 4, 6, 8, 10, 12 52° 22′ 16″ N, 9° 42′ 45″ O                                                                                            | Wohn- und Geschäftshäuser              | In Verbindung mit Limmerstraße 3, 3a, 5. Erbaut um 1927 nach Plänen von Friedrich Hartjenstein. |    |                |
| Limmerstraße 3, 3a, 5 52° 22′ 18″ N, 9° 42′ 45″ O                                                                                                  | Wohn- und Geschäftshäuser              | In Verbindung mit Fössestraße 4, 6, 8, 10, 12. Erbaut um 1927 nach Plänen von Friedrich Hartjenstein. |    |                |
| Fröbelstraße 1 52° 22′ 25″ N, 9° 42′ 18″ O | Wohn- und Geschäftshaus                | In Verbindung mit Fröbelstraße 2, 3, Kötnerholzweg 30, 32, 34, 36, 38, 39, 41, 43, 45, 47, Limmerstraße 67a, 69, 71, 72, 73, 74, 75, 76, 77, 78, 79, 81 und Offensteinstraße 1.                                                                              |    |                |
| Fröbelstraße 2 52° 22′ 26″ N, 9° 42′ 18″ O | Wohnhaus                               | In Verbindung mit Fröbelstraße 1, 3, Kötnerholzweg 30, 32, 34, 36, 38, 39, 41, 43, 45, 47, Limmerstraße 67a, 69, 71, 72, 73, 74, 75, 76, 77, 78, 79, 81 und Offensteinstraße 1.                                                                              |    |                |
| Fröbelstraße 3 52° 22′ 25″ N, 9° 42′ 17″ O | Wohnhaus                               | In Verbindung mit Fröbelstraße 1, 2, Kötnerholzweg 30, 32, 34, 36, 38, 39, 41, 43, 45, 47, Limmerstraße 67a, 69, 71, 72, 73, 74, 75, 76, 77, 78, 79, 81 und Offensteinstraße 1.                                                                              |    |                |
| Kötnerholzweg 30 52° 22′ 28″ N, 9° 42′ 18″ O | Wohn- und Geschäftshaus                | In Verbindung mit Fröbelstraße 1, 2, 3, Kötnerholzweg 32, 34, 36, 38, 39, 41, 43, 45, 47, Limmerstraße 67a, 69, 71, 72, 73, 74, 75, 76, 77, 78, 79, 81 und Offensteinstraße 1.                                                                               |    |                |
| Kötnerholzweg 32, 34, 36, 38, 39, 41, 43, 45, 47 52° 22′ 30″ N, 9° 42′ 16″ O                                                                       |                                        | In Verbindung mit Fröbelstraße 1, 2, 3, Kötnerholzweg 30, Limmerstraße 67a, 69, 71, 72, 73, 74, 75, 76, 77, 78, 79, 81 und Offensteinstraße 1. |    |                |
| Limmerstraße 67 A 52° 22′ 27″ N, 9° 42′ 17″ O | Wohn- und Geschäftshaus                | In Verbindung mit Limmerstraße 69, 71, 72, 73, 74, 75, 76, 77, 78, 79, 81, Fröbelstraße 1, 2, 3, Kötnerholzweg 30, 32, 34, 36, 38, 39, 41, 43, 45, 47 und Offensteinstraße 1.                                                                                |    |                |
| Limmerstraße 69 52° 22′ 28″ N, 9° 42′ 16″ O | Wohn- und Geschäftshaus                | In Verbindung mit Limmerstraße 67 A, 71, 72, 73, 74, 75, 76, 77, 78, 79, 81, Fröbelstraße 1, 2, 3, Kötnerholzweg 30, 32, 34, 36, 38, 39, 41, 43, 45, 47 und Offensteinstraße 1.                                                                              |    |                |
| Limmerstraße 71 52° 22′ 28″ N, 9° 42′ 15″ O | Wohn- und Geschäftshaus                | In Verbindung mit Limmerstraße 67 A, 69, 72, 73, 74, 75, 76, 77, 78, 79, 81, Fröbelstraße 1, 2, 3, Kötnerholzweg 30, 32, 34, 36, 38, 39, 41, 43, 45, 47 und Offensteinstraße 1. Vor dem Hauseingang liegt ein Stolperstein für Ernst Schünemann (1897–1941). |    |                |
| Limmerstraße 72 52° 22′ 29″ N, 9° 42′ 16″ O | Wohn- und Geschäftshaus                | In Verbindung mit Limmerstraße 67 A, 69, 71, 73, 74, 75, 76, 77, 78, 79, 81, Fröbelstraße 1, 2, 3, Kötnerholzweg 30, 32, 34, 36, 38, 39, 41, 43, 45, 47 und Offensteinstraße 1.                                                                              |    | Weitere Bilder |
| Limmerstraße 73 52° 22′ 28″ N, 9° 42′ 15″ O | Wohn- und Geschäftshaus                | In Verbindung mit Limmerstraße 67 A, 69, 71, 72, 74, 75, 76, 77, 78, 79, 81, Fröbelstraße 1, 2, 3, Kötnerholzweg 30, 32, 34, 36, 38, 39, 41, 43, 45, 47 und Offensteinstraße 1.                                                                              |    |                |
| Limmerstraße 74 52° 22′ 29″ N, 9° 42′ 15″ O | Wohn- und Geschäftshaus                | In Verbindung mit Limmerstraße 67 A, 69, 71, 72, 73, 75, 76, 77, 78, 79, 81, Fröbelstraße 1, 2, 3, Kötnerholzweg 30, 32, 34, 36, 38, 39, 41, 43, 45, 47 und Offensteinstraße 1.                                                                              |    |                |
| Limmerstraße 75 52° 22′ 28″ N, 9° 42′ 14″ O | Wohn- und Geschäftshaus                | In Verbindung mit Limmerstraße 67 A, 69, 71, 72, 73, 74, 76, 77, 78, 79, 81, Fröbelstraße 1, 2, 3, Kötnerholzweg 30, 32, 34, 36, 38, 39, 41, 43, 45, 47 und Offensteinstraße 1.                                                                              |    |                |
| Limmerstraße 76 52° 22′ 29″ N, 9° 42′ 15″ O | Wohn- und Geschäftshaus                | In Verbindung mit Limmerstraße 67 A, 69, 71, 72, 73, 74, 75, 77, 78, 79, 81, Fröbelstraße 1, 2, 3, Kötnerholzweg 30, 32, 34, 36, 38, 39, 41, 43, 45, 47 und Offensteinstraße 1.                                                                              |    |                |
| Limmerstraße 77 52° 22′ 28″ N, 9° 42′ 13″ O | Wohn- und Geschäftshaus                | In Verbindung mit Limmerstraße 67 A, 69, 71, 72, 73, 74, 75, 76, 78, 79, 81, Fröbelstraße 1, 2, 3, Kötnerholzweg 30, 32, 34, 36, 38, 39, 41, 43, 45, 47 und Offensteinstraße 1.                                                                              |    |                |
| Limmerstraße 78 52° 22′ 29″ N, 9° 42′ 14″ O | Wohn- und Geschäftshaus                | In Verbindung mit Limmerstraße 67 A, 69, 71, 72, 73, 74, 75, 76, 77, 79, 81, Fröbelstraße 1, 2, 3, Kötnerholzweg 30, 32, 34, 36, 38, 39, 41, 43, 45, 47 und Offensteinstraße 1.                                                                              |    |                |
| Limmerstraße 79 52° 22′ 28″ N, 9° 42′ 13″ O | Wohn- und Geschäftshaus                | In Verbindung mit Limmerstraße 67 A, 69, 71, 72, 73, 74, 75, 76, 77, 78, 81, Fröbelstraße 1, 2, 3, Kötnerholzweg 30, 32, 34, 36, 38, 39, 41, 43, 45, 47 und Offensteinstraße 1.                                                                              |    |                |
| Limmerstraße 81 52° 22′ 29″ N, 9° 42′ 12″ O | Wohn- und Geschäftshaus                | In Verbindung mit Limmerstraße 67 A, 69, 71, 72, 73, 74, 75, 76, 77, 78, 79, Fröbelstraße 1, 2, 3, Kötnerholzweg 30, 32, 34, 36, 38, 39, 41, 43, 45, 47 und Offensteinstraße 1.                                                                              |    |                |
| Offensteinstraße 1 52° 22′ 28″ N, 9° 42′ 18″ O | Wohn- und Geschäftshaus                | In Verbindung mit Fröbelstraße 1, 2, 3, Kötnerholzweg 30, 32, 34, 36, 38, 39, 41, 43, 45, 47, Limmerstraße 67a, 69, 71, 72, 73, 74, 75, 76, 77, 78, 79, 81.                                                                                                  |    |                |
| Limmerstraße 122 52° 22′ 33″ N, 9° 41′ 59″ O | Wohnhaus                               | In Verbindung mit Limmerstraße 124 und Steigertahlstraße 1, 3, 5, 7, 9, 11, 13, 15, 17. |    |                |
| Limmerstraße 124 52° 22′ 33″ N, 9° 41′ 58″ O | Wohnhaus                               | In Verbindung mit Limmerstraße 122 und Steigertahlstraße 1, 3, 5, 7, 9, 11, 13, 15, 17. |    |                |
| Steigertahlstraße 1, 3, 5, 7, 9, 11, 13, 15, 17 52° 22′ 36″ N, 9° 42′ 1″ O                                                                         | Wohnhäuser                             | In Verbindung mit Limmerstraße 122, 124. |    |                |
| Viktoriastraße 6/7, 8, 9/10, 11, 12, 13, 28/29, 30/31, 32, 33, 35/36 52° 22′ 17″ N, 9° 42′ 28″ O                                                   |                                        | Im Ensemble. |    | Weitere Bilder |
| Ahlemer Straße 14 52° 22′ 19″ N, 9° 42′ 29″ O | Wohnhaus                               | In Verbindung mit Ahlemer Straße 14 A. |    |                |
| Ahlemer Straße 14 A 52° 22′ 19″ N, 9° 42′ 30″ O | Wohnhaus                               | In Verbindung mit Ahlemer Straße 14. |    |                |
| Bennostraße 4 52° 22′ 32″ N, 9° 42′ 19″ O | Altenstift St. Benno                   | In 2011 erfolgte die Umwandlung in Eigentumswohnungen. |    |                |
| Hennigesstraße 3 52° 22′ 34″ N, 9° 42′ 22″ O | Eichendorffschule                      | [ 1 ] |    |                |
| Kötnerholzweg 8 52° 22′ 17″ N, 9° 42′ 23″ O | Wohn- und Geschäftshaus                | [ 1 ] |    |                |
| Limmerstraße 52° 22′ 17″ N, 9° 42′ 49″ O | Normaluhr                              | Typ Falke-Uhr |    |                |
| Offensteinstraße 4 52° 22′ 31″ N, 9° 42′ 20″ O | St.-Benno-Kirche                       | Erbaut 1902 nach Plänen des Architekten Christoph Hehl. |    |                |
| Offensteinstraße 8 52° 22′ 32″ N, 9° 42′ 20″ O | Pfarrhaus der St.-Benno-Kirche         | [ 1 ] |    |                |
| Pavillonstraße 4 52° 22′ 19″ N, 9° 42′ 32″ O | Wohnhaus                               | [ 1 ] |    |                |
| Viktoriastraße 3 52° 22′ 20″ N, 9° 42′ 31″ O | Wohnhaus                               | [ 1 ] |    |                |
| Viktoriastraße 20 52° 22′ 13″ N, 9° 42′ 25″ O | Wohn- und Geschäftshaus                | [ 1 ] |    |                |
| Zur Bettfedernfabrik 3 52° 22′ 35″ N, 9° 42′ 36″ O                                                                                                 | Kulturzentrum Faust                    | ehemalige Bettfedernfabrik Werner & Ehlers: Bettfedernfabrik, Kesselhaus mit Schornstein, Fassade an der Leinaustraße |    |                |